# Anastasi I Dicor
Anastasi I (en llatí: Flavius Anastasius (c. 430 - 9 de juliol de 518) va ser emperador romà d'Orient des de l'11 d'abril de 491 fins a la seva mort. Va rebre el sobrenom de Dicorus ('dues pupil·les'), ja que tenia els ulls de dos colors diferents. El seu regnat va estar marcat per dues guerres: contra els partidaris de Longí i contra els perses.
Fou un administrador molt eficaç que emprengué una sèrie de reformes per consolidar la base fiscal de l'Imperi Romà d'Orient. A la seva mort el 518, el tresor imperial contenia 320.000 lliures (145.150 kg) d'or.
Les seves creences monofisites van acabar per enemistar-lo amb el papat. Va morir sense fills i li va succeir un excubitor.

## Ascens al tron
Va néixer a Dirràquion, a tot tardar el 430. A la mort de Zenó I, Anastasi, aleshores oficial palatí (silentiarius), va ser escollit successor per la vídua de l'emperador mort, Ariadna, amb la qual va contraure matrimoni un mes després de ser coronat emperador. El matrimoni no va tenir descendència. Quan va pujar al tron, Anastasi ja tenia més de seixanta anys.
Longí, el germà del difunt Zenó, va organitzar una revolta a Isàuria per no haver estat ell triat com a successor. Anastasi, que ja havia estat confirmat pel senat, va enviar a l'exili a tots els partidaris de Longí amb l'excusa que havien muntat aldarulls a l'hipòdrom. Encara que els partidaris de Longí eren una minoria i la majoria eren partidaris de l'emperadriu que era la darrera representant d'una altra dinastia amb millor prestigi, va costar gairebé sis anys eliminar els rebels a Isàuria.
Un cop al poder va afavorir la seva família col·locant-la en posicions de poder, en un possible intent que un dels seus familiars fos el seu hereu. El seu germà Pau va ser nomenat cònsol l'any 496. La seva neboda, filla de Pau i Magna, Irene es va casar amb Olibri, cònsol l'any 491 i descendent de la dinastia valentiniana i la dinastia teodosiana, en una maniobra per donar legitimitat a la seva família. Un altre nebot seu, Probe va ser cònsol l'any 502. Els fills de la seva germana Cesaria, casada amb Secundí, cònsol el 511, Hipaci i Pompeu van ser cònsols els anys 500 i 501 respectivament. Un renebot seu, Flavi Anastasi Magne, fou cònsol l'any 518, la filla del qual serà casada amb Marcel, germà de Justí II.
Aquesta extensa família va incloure candidats viables al tron, apartats per motius diversos i alguns dels quals van conspirar o ser acusats de conspiració durant el regnat de Justinià I.

## Política interna
El seu regnat va començar amb els millors auspicis, encara que posteriorment el van alterar les guerres i les dissensions religioses. Va obtenir el favor popular quan va abolir l'impost del crisargir, que era una taxa sobre els comerciants de la ciutat, i va fer gala d'una gran energia en l'administració de l'imperi. El 498 també va abolir la collatio lustratis, un impost que gravava els artesans. Les seves reformes fiscals afavoriren el creixement de l'economia romana d'Orient i ompliren el tresor imperial de recursos que posteriorment finançarien la renovatio imperii de Justinià I.
Per altra banda, va devaluar la moneda, probablement per eliminar la competició amb els productes dels vàndals a Àfrica i els dels gots a Itàlia, però que a la llarga va causar inflació. Les modes de més ús van passar a ser les de coure en lloc del sòlid d'or. Els pagaments de taxes que fins al moment es podien fer en moneda com en espècie, van quedar restringits a pagaments només en moneda d'or i amb això s'evitava la desaparició de part del que es cobrava en mans dels recaptadors. Amb el temps la seva política econòmica restrictiva el va fer impopular i li va fer guanyar fama d'avar, encara que va fer créixer el tresor imperial en 320.000 lliures d'or. Va prohibir que se celebressin combats d'animals salvatges i banquets nocturns a Constantinoble.

## Política externa
En el context turbulent de finals del segle v, marcat per la desaparició de l'Imperi Romà d'Occident i la resultant recomposició geopolítica, Anastasi va dur a terme una política exterior realista i prudent, integrant aquests canvis. Com assenyala Sylvain Destephen, «La preferència donada a la diplomàcia i a la fortificació de les fronteres en lloc de les expedicions resulta en una política exterior equilibrada, però poc espectacular, que permet defensar els principals interessos de l'Imperi sense posar en perill les seves forces vitals».
Anastasi I es va veure involucrat en dues grans guerres: la guerra isàurica i la guerra persa. La primera es va desenvolupar entre el 492 i el 496 i es va originar per la revolta dels seguidors del germà de Zenó, Longí, quan aquest va ser desterrat per l'emperador a la Tebaida, a Egipte. Encara que l'exèrcit principal de Longí va ser derrotat en la batalla de Cotièon, a Frígia, la resistència dels seus seguidors va persistir a les muntanyes d'Isàuria fins al 496 o el 498.
Durant el seu regnat, Teodoric el Gran va completar la conquesta d'Itàlia (489-493). Un cop completada la conquesta, Teodoric i Anastasi van acordar els termes pels quals l'Imperi permetia a Teodoric governar Itàlia. Teodoric no podia dictar lleis, ni encunyar moneda o nomenar a gots com a cònsols romans. Si que podia promulgar edictes i nomenar a ciutadans romans per als càrrecs civils, inclòs el consolat, i a gots pels càrrecs militars. Teodoric tot i acceptar inicialment aquests acords, imprescindibles per a legitimar el seu domini sobre Itàlia, ben aviat va buscar una aliança amb el rei visigot Alaric II per estendre la seva influència sobre la Gàl·lia. Anastasi es va mostrar preocupat per les ambicions imperials de Teodoric sobre les terres de l'Imperi Romà d'Occident, i va buscar aliats per a aturar-lo. Va trobar-lo en el rei franc Clodoveu I, gràcies a les gestions del rei burgundi, i magister militum de l'Imperi, Gundebald, i junts van intentar acabar amb l'hegemonia goda a l'Oest (en aquest moment els gots controlaven Itàlia, gran part de la Gàl·lia i gran part d'Hispània). Durant la guerra franco-goda (507.511), Clodoveu va esclafar els visigots a la batalla de Vouillé (507), matant el seu rei Alaric II. L'amenaça d'un atac oriental va impedir que Teodoric enviés tropes en ajut d'aquest últim. A principis del 508 Anastasi I va enviar una expedició d'uns 8.000 homes al sud d'Itàlia, que al no poder fer front a l'exèrcit de Teodoric es van limitar a saquejar algunes ciutats del sud. Els francs van ser els autèntics vencedors del conflicte, ja que van obtenir el domini de gairebé tota la Gàl·lia, a excepció de la Septimània.

### Defensa dels Balcans

Traçat de la muralla anastasiana

Durant el seu regnat, Anastasi va dur a terme principalment una política exterior defensiva, utilitzant la força i la diplomàcia. La frontera del Danubi, que en principi havia de ser una zona tranquil·la al marxar-ne els ostrogots, es veié amenaçada per l'arribada dels protobúlgars. A més, les necessitats de la lluita contra els isauris van minvar les forces desplegades al llarg de la frontera del Danubi. Els búlgars van poder dur a terme diverses incursions a Europa. El 493, van derrotar i matar al magister militum Julià en batalla. El 499, amb prou feines són repel·lits per Aristos i el 502, poden saquejar Tràcia i tornar més enllà del Danubi sense oposició. El 517, té lloc una nova incursió particularment devastadora i els genets bàrbars, probablement gèpides, penetren fins a Grècia i Anastasi no aconsegueix alliberar els nombrosos captius.
Davant d'aquest nou adversari, les opcions d'Anastasi eren limitades. Els búlgars no estaven interessats en un acord de pau acompanyat de tributs i es negaven a ser incorporats a l'exèrcit romà d'Orient. A més, les tropes locals s'amotinaven regularment i protestaven per la migresa del seu sou i subministraments, cosa que el general Vitalià va aprofitar. Per protegir Constantinoble de les incursions de l'oest, Anastasi va reforçar les defenses de la ciutat. Va reprendre el projecte d'una llarga muralla de més de cinquanta quilòmetres de llargada, bloquejant l'istme seixanta quilòmetres a l'oest de la ciutat imperial. Aquesta imponent fortificació, també coneguda com a muralla anastasiana, va sobreviure fins al segle vii i constitueix una obra defensiva eficaç. Tanmateix, el cost de manteniment i la necessitat de desplegar grans guarnicions per a la seva defensa expliquen el seu abandonament. Al Danubi, Anastasi va rehabilitar el limes a la regió d'Escítia Menor per protegir Tràcia i va fortificar la seva ciutat natal, Dirràquium, que es va establir com una posició imperial estratègica a la regió.
Per a protegir Constantinoble i les seves proximitats va construir la muralla anastasiana, que s'estenia des de la Propòntida fins a la mar Negra, i va renovar les fortificacions del Danubi.

### Nou context a Occident
Anastasi també ha de fer front als canvis geopolítics que s'estaven produint a Occident. Cal recordar que l'Imperi i alguns dels regnes germànics que s'havien establert a Occident mantenien la ficció de que aquests regnes administraven territoris sota jurisdicció imperial. Uns per legitimar-se vers a la població romana, molt més nombrosa, dels territoris que governaven i l'Imperi per negar haver perdut aquells territoris.
El papat, cada cop més influent a Itàlia, representa un poder espiritual creixent, que competeix amb els patriarques orientals i en particular amb el Patriarca de Constantinoble. Cada cop més, el Papa pretén definir el dogma i el dret canònic. En aquest cas, s'oposa a les doctrines herètiques: de l'Arianisme, professat pels ostrogots, vàndals i visigots, i el Monofisisme, professat per Anastasi I. Tanmateix, les relacions entre Constantinoble i Roma van seguir sent cordials perquè l'emperador d'Orient continuava sent vist com el protector natural del papat. A més, Anastasi confiava en el Papa per frustrar l'ascens dels ostrogots, aprofitant les seves diferències teològiques.
A més, Teodoric el Gran, que havia derrotat i assassinat Odoacre el 493, havia establert un regne ostrogot a Itàlia i havia reconegut formalment la sobirania de l'Imperi d'Orient. Com a resultat, les aparences es van mantenir mentre Teodoric havia de conviure amb el que quedava de la societat romana encara present, i important, a la península itàlica. Tanmateix, va dominar el més poderós dels regnes bàrbars i va mantenir una frontera comuna amb l'Imperi a Il·líria, representant un perill per als Balcans i Constantinoble.

#### Anastasi i el Papat
Les relacions amb el papat, inicialment bones, es van refredar amb l'ascens del Papa Gelasi I, l'any 492. Fervent defensor de la fe definida al Concili de Calcedònia, va condemnar el monofisisme i els intents de conciliació apareguts sota Zenó. L'Henòtic, que introduïa una fórmula de consens sobre la doble naturalesa de Crist, objecte de disputes teològiques, va ser condemnat, igual que el seu autor, el difunt patriarca Acaci de Constantinoble. El Papa va demanar que el seu nom fos eliminat dels díptics, cosa que va provocar ira a l'Imperi d'Orient. Aquesta disputa teològica també va ser una manera perquè el Papa s'alliberés de la tutela imperial, que considerava excessiva. Aquesta oposició va revelar dues concepcions diferents de la relació entre l'emperador i l'Església, que es va plasmar en una carta del Papa a l'emperador. Mentre el Papa buscava obtenir autonomia d'acció, l'emperador romà volia mantenir el control sobre els assumptes eclesiàstics. Anastasi no va poder fer-lo revertir la seva decisió de desaprovar Acaci. Teodoric va donar suport a la posició papal, cosa que va reduir la influència de l'emperador. Tanmateix, les relacions no es van trencar. En realitat, s'estava jugant un joc complex entre aquests diferents actors, cadascun dels quals necessitava l'altre. El Papa no podia trencar completament amb Anastasi i volia que aquest últim reconegués la legitimitat de Teodoric, esperant que el líder ostrogot se sotmetés a certes regles. A més, l'emperador continuava ocupant un lloc decisiu com a protector de la fe. El mateix Teodoric necessitava l'aprovació de Constantinoble per augmentar el seu poder a Occident.
Quan Gelasi va morir el 496, el seu successor Anastasi II va suplicar una conciliació amb Constantinoble i hi va enviar dos llegats papals. El papa va acceptar reconèixer l'Henòtic i mantenir el nom d'Acaci als díptics. A canvi d'aquesta concessió, que podria atreure l'hostilitat d'una part del clergat i la població d'Itàlia, va obtenir que Anastasi reconegués Teodoric com a rei d'Itàlia. Els ornaments imperials que Odoacre havia retornat a Constantinoble el 476, després d'haver enderrocat Ròmul Augústul, van ser transmesos a Teodoric. Tanmateix, l'acord va ser minat per la mort d'Anastasi II, el 498. L'elecció del seu successor va donar lloc a manifestacions violentes a Roma, mentre que una part notable dels representants eclesiàstics i dels habitants es van negar a fer cap concessió a l'Imperi d'Orient. Aquest va ser el Cisma Laurencià. Símmac, hostil als monofisites, va ser elegit primer, però va ser desafiat per Llorenç, antipapa entre el 501 i el 507, que era més partidari d'un apropament amb Constantinoble. Amb el primer, les relacions van ser particularment tenses i es diu que Anastasi va escriure una difamació contra ell, acusant-lo de conspirar amb el Senat de Roma per fer-lo excomunicar i d'adherir-se a les tesis maniquees, cosa que va provocar una resposta igualment àcida de Símmac, que va recordar el seu afecte pels principis del Concili de Nicea I i les crítiques d'Acaci.

#### Relacions fluctuants amb els regnes bàrbars

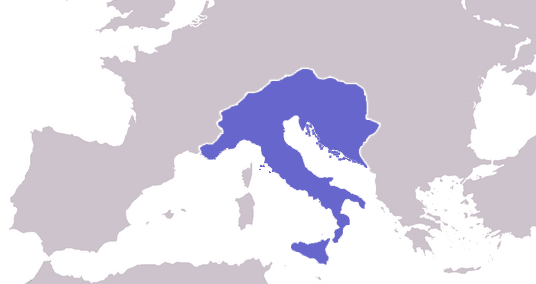
Mapa del regne ostrogot sota Teodoric.

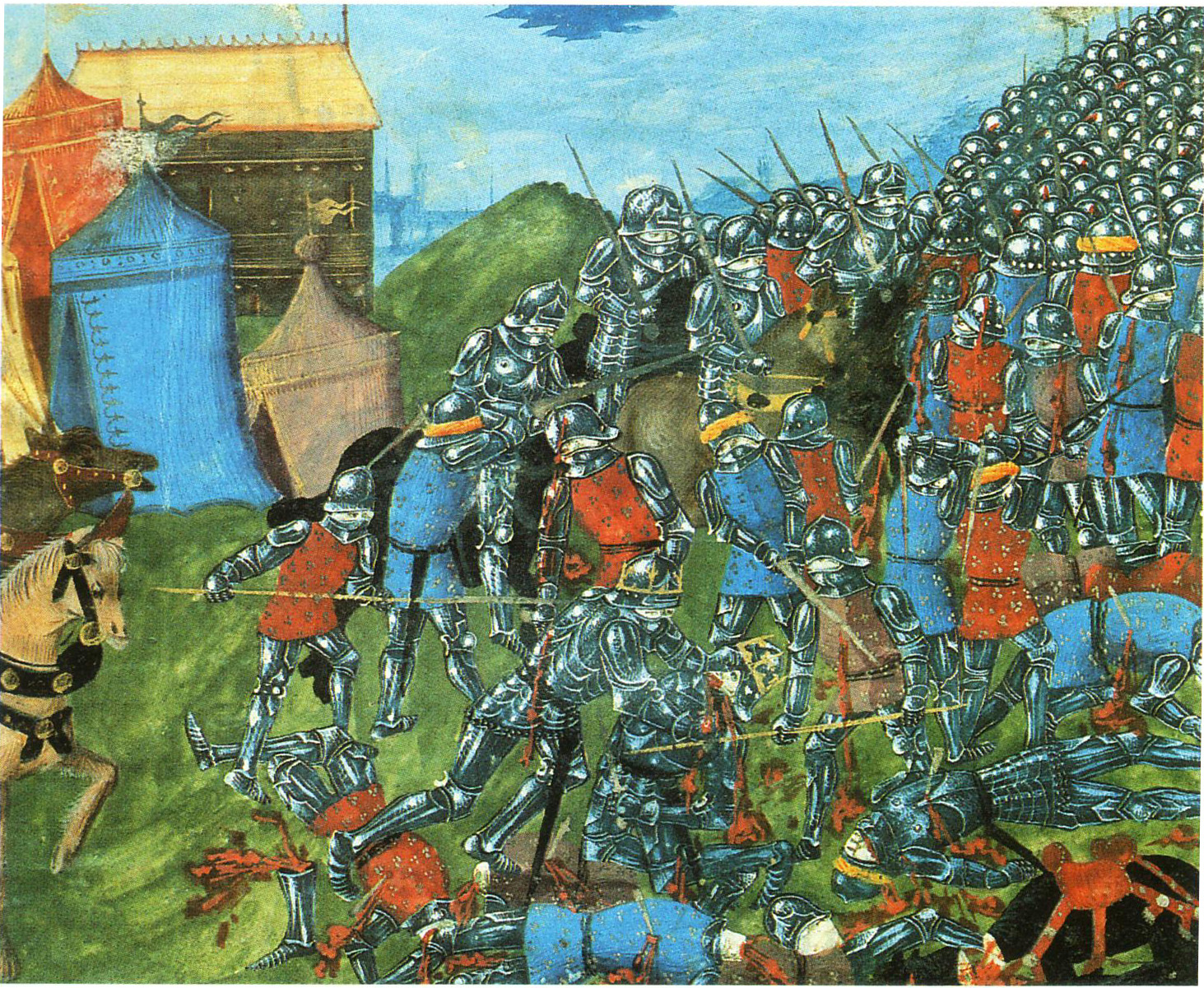
Miniatura del segle XV, conservada a la Biblioteca Nacional de França, que representa la batalla de Vouillé durant la qual Clodoveu va matar Alaric II i va afirmar el seu domini sobre la Gàl·lia.

Mentrestant, les relacions entre l'Imperi d'Orient i els ostrogots s'havien tensat. Tot i que Teodoric finalment havia estat reconegut com a monarca d'Itàlia i havia assumit les insígnies imperials, Anastasi no el considerava emperador. Tanmateix, tenia objectius expansionistes que amenaçaven el territori de l'Imperi d'Orient a Pannònia. Aquesta regió havia sigut ocupada pels gèpides, que havien establert petits regnes. Teodoric va enviar al seu general Pítzies que els va derrotar el 504 i va capturar Sírmium, la ciutat principal de la regió, que havia estat cedida per Valentinià III a l'Imperi d'Orient el 437. A més, es va aliar amb el general Mundus, un líder gèpid que va liderar incursions a la Dàcia, amenaçant les posicions imperials. Anastasi va enviar el seu magister militum d'Il·líria, Sabinià, contra ell, però va ser derrotat el 505, en part a causa de la intervenció de les tropes de Teodoric. El rei ostrogot va evitar, tanmateix, un deteriorament massa significatiu de les seves relacions amb Constantinoble; amb cautela, va intentar negociar amb Anastasi però aquest no va respondre als seus avenços, tot i que va reconèixer l'annexió de Sírmium el 510 i de tota la Pannònia, excepte Bassianae.
Davant del fracàs de la solució militar, l'emperador va decidir contraatacar diplomàticament i va utilitzar les rivalitats entre els pobles germànics. Ja l'any 512, va instal·lar els hèruls a la regió oriental de Sirmium. Més a l'oest, a l'antiga Gàl·lia, el rei dels francs, Clodoveu I, havia construït un poderós regne capaç de desafiar l'hegemonia de Teodoric. En convertir-se al catolicisme, Clodoveu va enfortir la seva posició. Per assegurar la seva aliança, Anastasi el va nomenar patrici i li va conferir la dignitat consular després de la seva victòria a Vouillé el 507, que va celebrar amb un triomf. A partir d'aleshores, Teodoric ja no va poder reclamar legítimament la Gàl·lia perquè el dret de Clovis a administrar aquesta terra era reconegut per l'emperador romà d'Orient. D'altra banda, la naturalesa exacta del consolat de Clovis ha estat debatuda pels historiadors perquè el seu nom no apareix als fasti consulars, la llista tradicional de cònsols. Aleshores seria més aviat un consolat honorari, d'un valor immediatament inferior. La intervenció de la marina romana d'Orient que va liderar una operació al mar Adriàtic contra els ostrogots el 507 s'ha considerat de vegades com una acció concertada amb Clovis, aleshores rival de Teodoric a Occident, però no hi ha proves d'aquesta coordinació.
Anastasi també va mantenir bones relacions amb els burgundis, altres rivals dels gots, tant amb Gundebald, tot i que arrià, com amb el seu fill Segimon, que es va unir al catolicisme. Aquest últim fins i tot es va definir com a soldat (miles) de l'emperador en una missiva, fins al punt que Teodoric va acabar interceptant missatgers diplomàtics que passarien per Itàlia. A més, va mantenir relacions qualificades d'amistats amb el rei dels vàndals Trasamund.
Aquestes maniobres no van impedir que Teodoric perseguís les seves ambicions. Per contenir l'amenaça franca, va envair Septimània el 508. El 511, va aprofitar el desordre intern del regne visigot per fer-se proclamar rei. Va completar la seva xarxa d'aliances associant-se amb pobles germànics, incloent-hi els hèruls i la Lliga de Turíngia. En resposta, Anastasi va tornar a utilitzar la diplomàcia. Es va aliar amb els longobards perquè ataquessin els hèruls i els expulsessin de l'actual Eslovàquia. A la mort d'Anastasi, el regne de Teodoric era clarament el més poderós d'Occident. Tanmateix, la diplomàcia imperial havia aconseguit controlar la seva expansió, els fonaments de la qual romanien fràgils i fortament lligats al prestigi personal del rei ostrogot.

### A l'est

#### Relacions més fortes amb els àrabs
El principal esforç militar d'Anastasi va ser a l'Orient. Davant de l'Imperi Romà d'Orient hi havia l'Imperi Persa Sassànida, una potència important amb la qual les relacions havien estat en pau durant diverses dècades. Tanmateix, el 488, l'emperador Cobades I va arribar al poder i ràpidament va consolidar el seu control al tron. A més, les relacions romano-perses es van tensar pel control de la vasta zona fronterera entre els dos imperis, que estava formada en part per zones desèrtiques. En aquests territoris, diversos pobles van coexistir i van mantenir relacions amb les dues grans potències regionals. Els gassànides es van convertir al cristianisme i es van acostar a Constantinoble, igual que els kindites. Però altres pobles, com els làkhmides, eren aliats dels perses i enemics dels gassànides. Si també eren cristians, es van girar cap al nestorianisme, una doctrina oposada a l'Imperi però popular a les províncies perses. Aquestes mateixes tribus van contribuir a amenaçar la pau. A principis de la dècada del 490, els làkhmides van llançar una incursió contra els romans d'Orient, anunciant l'arribada de temps més turbulents a l'Orient. El 498, van saquejar Palestina, Aràbia i Síria. El general Eugeni, però, va aconseguir derrotar-los. A més, els propis aliats de l'Imperi Romà d'Orient de vegades es van girar contra ell, insatisfets amb els privilegis que de vegades els eren retirats o simplement els trobaven insuficients. Fins i tot van arribar a atacar les províncies frontereres sirianes i palestines, però van ser repel·lits pel duc Romà, que també va aprofitar l'oportunitat per tornar a posar l'illa de Jotabé a l'òrbita imperial, que aleshores era una posició estratègica per al control del comerç al Mar Roig. El retorn dels funcionaris de duanes va permetre recaptar importants ingressos duaners que van contribuir a l'important esforç d'Anastasi per consolidar les finances de l'Imperi.
Per calmar la situació, Anastasi va fer concessions als kindites, que dominaven l'Aràbia central, i als gassànides. Va renovar el seu estatus d'aliats de l'Imperi mitjançant un foedus i va conferir als seus líders l'estatus de filarca. Formalment, estaven subordinats als governadors de les províncies frontereres de l'Imperi, però en realitat tenien una alta autonomia. No obstant això, aquesta aliança va resultar sòlida, ja que va durar fins al segle VI, fins a la batalla de Yarmouk.

#### La Guerra Anastasiana

Mapa de la frontera persa-romana.

Al mateix temps, les relacions amb els perses eren tenses. Cobades I havia estat enderrocat el 496 i només va recuperar el tron amb l'ajuda dels huns heftalites el 499. No obstant això, van exigir que Cobades pagués un fort tribut en compensació per la seva ajuda. L'emperador persa es va dirigir llavors a Anastasi, demanant-li que reprengués els pagaments que l'Imperi Romà debia als sassànides des d'un tractat del 442. Anastasi va ser força favorable a aquesta petició. No va donar suport als armenis que es van rebel·lar contra Cobades. Tanmateix, no volia que el pagament prengués la forma d'un tribut sinó d'un préstec. Així, Anastasi es va convertir en el creditor de Cobades i no en el seu deutor. L'emperador sassànida va considerar que aquesta demanda era una humiliació i un rebuig del tractat del 442. Basant-se en el que considerava un casus belli, va iniciar la Guerra Anastasiana el 502.
Aquest conflicte, d'abast limitat, va durar quatre anys. Cobades esperava obligar Anastasi a pagar-li el tribut exigit i per això va iniciar operacions a Sofene i la Mesopotàmia romana, compostes per incursions i setges, sense cap desig real de conquestes territorials. Les tropes frontereres, encarregades de defensar el limes, van ser ràpidament desbordades amb les caigudes de Teodosiòpolis i Martiròpolis, tot i que la ciutat d'Amida va resistir fermament abans de cedir el gener del 503. Al mateix temps, els àrabs també van intervenir en aquest conflicte. Els làkhmides van acompanyar primer els perses el 502 i van liderar una incursió fins a Edessa i després una altra a Palestina el 503, mentre que els gassànides van atacar el seu territori el mateix any per alleujar els romans. En resposta, Anastasi va enviar el magister militum per Orientem, Areobind, i els magister militum praesentalis (responsables de les tropes de la capital), Hipaci i Patrici, a lluitar contra els sassànides al capdavant d'un exèrcit que devia arribar als 60.000 homes. La mala maror entre els tres va evitar que la campanya tingués èxit. Mentre Areobind atacava Nisibis, va ser derrotat i no va rebre el suport a temps d'Hipaci i Patrici, que aleshores estaven ocupats assetjant Amida. Finalment, va ser el magister officiorum, Cèler, qui es va fer càrrec de les operacions l'estiu del 503. Tanmateix, no va aconseguir cap èxit decisiu i es va conformar amb recuperar Amida el 504. D'altra banda, els perses no van tenir més èxit i el conflicte es va encallar. Es van retirar el 505 mentre els huns els atacaven. El 506, es va signar un tractat de pau. Anastasi va acceptar pagar 550 lliures d'or a Cobades, que era menys del tribut que s'exigia inicialment, i segons Procopi de Cesarea, es va acordar una treva de set anys. Al mateix temps, Anastasi va fer reforçar les fortificacions frontereres, fortificant Dara, una posició situada a la vora de la frontera i rebatejada durant un temps com a Anastasiopolis, així com Teodosiòpolis. La Mesopotàmia romana estava llavors en condicions de resistir una futura invasió persa. La pau sembla que es va respectar fins a la mort d'Anastasi, i les poques tendències bèl·liques dels làkhmides i els gassànides van ser sufocades pel seu poder tutelar.
Alguns esdeveniments van pertorbar la pau a l'Orient durant els darrers anys del regnat d'Anastasi, com ara un intent fallit d'envair el Pont per part d'un tribu caucàsica el 506, un aixecament a Armènia el 513, ràpidament reprimit, i, sobretot, una incursió dels sabirs al sud del Caucas, que van atacar tant els perses com els romans i van confirmar la necessitat de reforçar les defenses de la frontera oriental. Anastasi va reaccionar acceptant remissions d'impostos per a les regions afectades d'Armènia i Capadòcia, i certes ciutats, com ara Euchaita, van rebre una atenció especial.

### Al Mar Roig
Mentre que Anastasi va ser força cautelós i defensiu en la majoria de fronts, va dur a terme una política activa i aventurera al Mar Roig i als territoris al sud de l'Egipte romà. Va establir relacions estretes amb els regnes d'Aksum i el d'Himyar a la costa iemenita. Aquests regnes representaven importants socis comercials per a l'Imperi, ja que exportaven productes preciosos d'Àfrica i Aràbia com ara banús, encens, ivori o espècies. També eren importants llocs comercials a la ruta marítima que connectava el món mediterrani amb l'Extrem Orient. Aquest comerç acabava al port d'Eilat, al golf d'Aqaba. En aquest moment, el comerç entre l'Imperi i el món indi es basa principalment en els aksumites, perquè els vaixells romans no s'aventuren més enllà de l'estret de Bab-el-Mandeb. Tanmateix, les relacions entre el regne d'Aksum i el regne d'Himyar es van deteriorar en un context de disputes religioses. Els segons es van convertir al judaisme i van reaccionar malament a les atrocitats comeses pels aksumites contra els jueus. Com a represàlia, els himyarites van matar comerciants romans. El rei aksumita, Caleb, va prendre represàlies militars, probablement per instàncies d'Anastasi. Després del seu èxit, l'emperador li va enviar un bisbe monofisita que va participar en l'evangelització de la regió, particularment al Iemen, mentre que el rei d'Aksum li va enviar dues girafes i un elefant com a regals. Anastasi va aconseguir així estendre l'esfera d'influència de l'Imperi a regions llunyanes.
A les províncies imperials d'Àfrica, l'única pertorbació externa va ser una incursió dels màzics a Líbia, entre el 512 i el 515, que van saquejar la Cirenaica.

## Política religiosa
Anastasi era un monofisita convençut, però la seva política religiosa va ser moderada durant els primers anys. Es va esforçar per mantenir el principi de l'Henòtic de Zenó i la pau de l'església, per la qual cosa va signar, a instàncies del patriarca Eufemi, una declaració escrita d'ortodòxia. El 512, tanmateix, a causa de la pressió del poble -sobretot del partit dels Verds-, però també per la traïció d'Eufemi que havia passat informació confidencial a Longí, es va veure arrossegat a adoptar la posició monofisita. Encara que amb això es va guanyar el suport de la població de Constantinoble, a la part europea de l'imperi va produir bastant descontentament, situació que va aprofitar Vitalià, magister militum per Thracias per organitzar una rebel·lió, en la qual va comptar amb l'auxili d'una horda d'huns. La revolta, que es va perllongar durant els anys 514 i 515, va ser sufocada per una victòria naval del general Marí.

### La controvèrsia monofisita
El seu regnat va estar marcat per revoltes i guerres civils, que es basaven en divisions religioses cada cop més pronunciades. Aquestes van recórrer el món cristià al voltant de la qüestió de la naturalesa de Crist. Van aparèixer diverses doctrines que emfatitzaven o bé el seu caràcter diví, com el monofisisme que proclamava que la naturalesa divina havia absorbit la naturalesa humana, o bé el seu caràcter humà (arianisme), mentre que el Concili de Calcedònia professava el diofisisme, o la doble naturalesa. Aquest és el Credo de Calcedònia. Aquestes controvèrsies també van prendre un aspecte polític i van oposar poders que de vegades competien, tant a nivell teològic entre els diferents patriarcats com temporalment entre els sobirans, sense oblidar les divergències lingüístiques que afavorien les diferents interpretacions. Certs reis bàrbars van adoptar notablement l'arianisme, oposant-se així directament a la fe oficial, associada a l'Imperi.
Anastasi, ferm partidari del monofisisme, molt present a les províncies orientals i al qual s'oposava el papat, en particular a través del Concili de Calcedònia del 451. L'emperador Zenó havia triat un camí intermedi amb l'Henòtic, un text escrit per Acaci de Constantinoble amb la finalitat de calmar les lluites entre els partidaris i els detractors del Concili de Calcedònia que proclamava que el diví i l'humà constitueixen "dues naturaleses diferents" de Crist contra els monofisites. És, en primer lloc, un text de compromís que s'absté de discutir els punts de fricció però permet afirmar els punts de convergència dels diferents corrents del cristianisme. El patriarca Eufemi de Constantinoble anima Anastasi a convertir-se en partidari d'aquest text en el moment de la seva ascensió al tron, cosa que introdueix immediatament una franca hostilitat entre els dos homes. Anastasi acaba fent-lo deposar el 496, després que el patriarca convoqués un sínode reafirmant el seu afecte a l'Henòtic. L'emperador el fa passar per partidari de Longí i multiplica les empreses contra ell. Acaba convocant ell mateix un sínode per destituir-lo de les seves funcions. Va ser substituït per Macedoni II, calcedoni però més moderat i capaç de restablir una certa concòrdia amb els monofisites, que eren cada cop més influents en altres regions de l'Imperi.
Durant els primers vint anys del seu regnat, Anastasi va mantenir una estricta neutralitat entre els dos bàndols. En general, conscient de les greus conseqüències que tindria un suport massa fort al monofisisme, particularment en les relacions amb Roma, va jugar la carta de l'apaivagament. Però, amb l'edat i davant dels disturbis que s'estenien a Síria i Palestina, les seves simpaties monofisites es van fer més evidents i, el 511, va fer destituir el patriarca Macedoni II de Constantinoble. El seu successor, Timoteu I, partidari de les tesis monofisites, va convocar un sínode el 515 que va condemnar el Concili de Calcedònia i va contribuir en gran mesura a la destitució d'un gran nombre de partidaris d'aquest concili dels seus càrrecs clericals. A partir del 512, va ser el torn del patriarca d'Antioquia, Flavià II, sospitós de nestorianisme, destituït en favor de Sever d'Antioquia, i el 516 el del patriarca de Jerusalem, Elies I , que es va negar a reconèixer Sever. Tanmateix, el seu successor va tenir cura de no renunciar a la fe calcedoniana en una Palestina on el monofisisme romania en minoria. Certes figures hostils a Calcedònia es van imposar i van influir en les decisions d'Anastasi, com el poeta de Síria, Filoxen de Mabboug, líder de l'oposició a Flavià. El successor d'aquest últim, Sever d'Antioquia, es va convertir en un dels grans teòlegs del monofisisme. El 508, va conèixer l'emperador i va escriure per a ell el Tipus d'Anastasi, que interpreta l'Henòtic en un sentit molt menys favorable a les tesis calcedonianes, sense tanmateix ser elevat al rang d'edicte imperial. En general, el monofisisme té al seu costat un dinamisme intel·lectual alimentat per figures teològiques de primer ordre, cosa que explica el canvi progressista a Síria. Al contrari, els defensors del Concili de Calcedònia sovint pateixen l'acusació de nestorianisme i lluiten per fer que les decisions del concili siguin res més que un simple compromís. A més, Mischa Meier ha plantejat la hipòtesi, que ell mateix reconeix que és difícil d'objectivar, que Anastasi va afavorir l'Orient amb la seva tendència monofisita, més ric i dinàmic, però amenaçat pels perses, per sobre d'un Occident jutjat menys estratègic per a l'estabilitat de l'Imperi.
A Egipte, la situació es va complexificar per l'existència d'un fort corrent particularista, que impugnava regularment les decisions de Constantinoble. Les autoritats religioses, inclòs el Patriarca d'Alexandria, eren cada cop més hostils a Calcedònia i estaven marcades per la influència decisiva de Ciril d'Alexandria. Quan Diòscor II va ser entronitzat com a patriarca el 516 per les autoritats imperials, la multitud va atacar el prefecte augustal, el governador de la província, a qui van massacrar. Les causes exactes d'aquest moviment romanen obscures, perquè Diòscor s'adheria al monofisisme, però la població local, així com les elits, van poder protestar contra la interferència del poder central en la seva organització religiosa. El control de l'exèrcit, amb les seves conviccions calcedonianes, va ser sovint disputat, mentre que l'escassetat d'oli d'oliva podria haver constituït un terreny fèrtil per a la revolta.

### La revolta de Vitalià
Aquestes disputes teològiques sovint van prendre un caire més violent, com ara la multiplicació de disturbis en diferents ciutats, inclosa Antioquia. A les regions monofisites, els monjos que afirmaven ser calcedonians de vegades eren expulsats o substituïts, arribant fins i tot a produir-se episodis violents com ara la massacre de 350 monjos calcedonians que havien vingut en pelegrinatge a la tomba de Sant Simeó l'Estilita el 517. A Constantinoble, van ser més aviat les simpaties monofisites mostrades massa obertament per Anastasi les que van provocar disturbis. Van esclatar en particular el 512, en reacció a l'ús del Trisagion monofisita a la litúrgia. Durant diversos dies, la violència es va perpetrar al cor mateix de la ciutat imperial, especialment dins de l'Hipòdrom de Constantinoble, que s'havia convertit en un campament insurgent. Anastasi, abandonat pels seus principals ministres, es va refugiar al districte de Blaquerna, mentre que la multitud fins i tot va oferir a Areobind convertir-se en emperador, però ell s'hi va negar. En general, aquest moviment no tenia cohesió ni un veritable líder per aconseguir enderrocar l'emperador. Finalment, Anastasi va anar al kathisma, la llotja imperial de l'Hipòdrom, sense la seva vestimenta imperial i en una postura de profunda humilitat. Aquesta actitud va desconcertar els esvalotadors que, impressionats per l'acte de l'emperador, se li van sotmetre. No obstant això, gairebé no va canviar la seva política i els seus ministres propers, en particular el prefecte del pretori Marí, van fer executar els principals instigadors de la sedició.
Altres aixecaments van tenir lloc a partir del 513, a instàncies de Vitalià, que va exigir la reincorporació de Macedoni. Aquesta revolta, principalment religiosa, també es va basar en altres fonts, en particular el descontentament dels Federats, dirigits per Vitalià, els quals no van rebre el sou. De fet, Anastasi es va negar a proporcionar-los l'annona. Ràpidament, Vitalià va prendre el control dels Balcans i va reunir un gran exèrcit que es va dirigir cap a Constantinoble, on Anastasi va fer erigir grans creus de bronze i va rebaixar els impostos en certes províncies d'Àsia properes a la capital, com Bitínia, per evitar que es propagués la rebel·lió. Quan Vitalià va arribar a les muralles de Constantinoble, Anastasi va obrir negociacions, que es referien a la restauració de la fe promoguda pel Concili de Calcedònia i a la resolució de greuges relacionats amb l'exèrcit de Tràcia. L'emperador va aconseguir fàcilment convèncer els oficials de Vitalià de la seva bona voluntat. Aquest últim, encoratjat pels seus homes a arribar a un compromís, però presumptament també poc interessat en la perspectiva d'un cop d'estat, va acceptar retirar-se sense lluitar a Moèsia.
Tanmateix, Anastasi no estava satisfet amb aquesta situació i va nomenar un nou general, Ciril, com a magister militum per a Tràcia, amb la missió de caçar Vitalià. Aquest últim va aconseguir corrompre els soldats imperials, va capturar Ciril a Odesos i el va executar. Anastasi va respondre enviant un gran exèrcit, liderat pel seu nebot Hipaci, el qual, malgrat una victòria inicial, va concedir una nova derrota aclaparadora a la tardor del 513. Vitalià es trobava llavors en una posició de força, apoderant-se d'un botí que li va permetre guanyar-se la majoria de les ciutats de la regió. El 514, va marxar de nou sobre Constantinoble, acompanyat d'una gran flota que li va permetre amenaçar la ciutat imperial des del mar. Davant de nous disturbis, Anastasi va triar el camí de la negociació i va arribar una vegada més a un compromís. Vitalià va ser nomenat magister militum per a Tràcia i va rebre grans sumes de diners, en particular un rescat per l'alliberament d'Hipaci, mentre que Anastasi va restablir el trisagion resultant del Concili de Calcedònia i la restauració dels bisbes deposats.
Tanmateix, algunes de les demandes de Vitalià no van ser complertes, en particular la seva petició d'un nou concili, fet que el va portar a rebelar-se de nou a finals de l'any 515. Va prendre Siques (ara Gàlata) i va amenaçar directament Constantinoble. Davant la reticència dels seus principals generals a lluitar contra Vitalià, Anastasi va nomenar Marí, un dignatari amb poca experiència militar, per comandar el seu exèrcit, el qual va derrotar la flota rebel. També derrotat a terra, Vitalià va haver de retirar-se de nou. Derrotat es va amagar a les montanyes apareixent de nou a la mort d'Anastasi el 518. Anastasi va poder celebrar el seu èxit amb una processó religiosa fins a una església dedicada a Sant Miquel a Sosteni, una pràctica encara rara a l'Imperi en cas d'èxit imperial.
Aquestes revoltes de Vitalià il·lustren més àmpliament les dificultats que va trobar Anastasi amb certs generals, que no compartien en absolut les seves conviccions monofisites. Així, el 516, quan va convocar els bisbes de l'Imperi a un sínode, els d'Il·líria, una regió calcedoniana, van preferir no anar-hi per por de represàlies dels soldats que donaven suport a Calcedònia. No obstant això, si bé Anastasi no es va precipitar per restablir la unitat amb Roma, era conscient de la creixent influència del papat, fins i tot en terres imperials, particularment als Balcans. Com a resultat, va intentar obrir negociacions al final de la seva vida, però es va trobar amb la intransigència papal representada per Hormisdes, que havia ocupat la Santa Seu des del 514. Davant del que considerava una interferència del papat en els afers del seu Imperi, va arribar a escriure una carta acrimoniosa al Papa el 517: «Podeu oposar-vos als meus plans, reverend senyor. Podeu insultar-me, però no em podeu manar.» Així, a la mort d'Anastasi, no es va poder celebrar cap nou concili per restablir la concòrdia.

### Lluita contra el paganisme
Anastasi també va posar fi a les pràctiques antigues derivades de l'antic culte imperial, relacionat amb el paganisme. Aquest és particularment el cas de les venationes, els famosos jocs de circ que van ser prohibits el 499, tot i que semblen haver sobreviscut durant unes dècades més, fins al final del consolat del 534. Les seves mesures marquen la desaparició progressiva de tota una vessant de la cultura romana antiga. Així, el 502, també va prohibir les pantomimes, sovint associades a celebracions dels antics déus. Aquestes prohibicions també tenien com a objectiu calmar la violència urbana que s'hi podia associar, en particular els disturbis que van tenir lloc a Constantinoble el 501 amb motiu d'espectacles de pantomima. També va prohibir les donacions i els llegats que servirien per mantenir els cultes pagans.

## Mort i successió
Anastasi va morir al seu llit, per la seva edat avançada, 88 anys i sense haver nomenat un successor. Com que la seva esposa ja havia mort i no havia tingut fills, ningú tenia prou autoritat per decidir qui el succeiria. La guàrdia imperial va prendre la iniciativa i van proclamar emperador el comte dels excubitors, Justí I.
Fou l'últim emperador conegut consagrat com a Déu en morir.